# Římskokatolická farnost Drahenice
Římskokatolická farnost Drahenice (latinsky Drahenicium) je bývalé územní společenství římských katolíků v Drahenicích a okolí, které zaniklo 31. prosince 2019 sloučením s farností Březnice. Organizačně spadalo do vikariátu Písek, který je jedním z deseti vikariátů českobudějovické diecéze.

## Historie farnosti
Nejprve zde byla lokálie (od roku 1785), samostatná farnost byla zřízena roku 1858. Matriky byly vedeny od roku 1787.

## Kostely a kaple na území farnosti
| Kostel (kaple)                           | Místo     | Bohoslužby         | Bohoslužby | Poznámka                     |
| ---------------------------------------- | --------- | ------------------ | ---------- | ---------------------------- |
| kostel Neposkvrněného početí Panny Marie | Drahenice | 4. sobota v měsíci | 17.00      | filiální, dříve farní kostel |
| kaple                                    | Ráztely   |                    |            |                              |

## Ustanovení ve farnosti
Administrátorem excurrendo byl v letech 2014–2018 R. D. Metod Zdeněk Kozubík, O.Praem. z Březnice, v letech 2018–2019 P. Mariusz Klimczuk a do zrušení farnosti P. Jozef Gumenický.